# 传颂之物
《传颂之物》是一款由日本AQUAPLUS公司制作的带有战略角色扮演（sRPG）要素的文字冒险（ADV）游戏。该游戏最初于在2002年在日本以不带小标题的《传颂之物》（うたわれるもの）发售。这一版本带有成人内容，且没有配音，游戏平台是PC。2006年，AQUAPLUS重新发行了该游戏的PS2移植版本。移植版本是全年龄的，而且加上了配音，标题也加上了小标题「給逝者的搖籃曲（散りゆく者への子守唄）」。该作品后来亦曾推出PSP的移植版。《传颂之物》的衍生作品包括动画和漫画，其中动画由OLM制作，于2006年4月开播，共26集。2018年4月，由SEGA协助开发的《传颂之物 给逝者的搖籃曲》在PS4与PSV平台上推出高清重制版。
和ADV游戏不同，本游戏虽然有一些选项，但是故事情节是单线的，没有分支，只有單一结局。该游戏分为两部分，文字（剧情）部分与战斗部分，战斗穿插在剧情之间。
《傳頌之物》全系列共三作。2015年9月24日，续作《傳頌之物 虛偽的假面》发售。2016年9月21日，最终章《傳頌之物 二人的白皇》发售。《虛偽的假面》与《二人的白皇》游戏平台均为PS3/PS4/PSV。《傳頌之物》的系列20週年紀念作、故事發生於系列第一部作品與第二部作品之間的《黑白莫比烏斯：歲月的代價》已於2022年9月7日發售。
2019年10月，AQUAPLUS在iOS与安卓平台发行《传颂之物》、《传颂之物 虚伪的假面》、《传颂之物 二人的白皇》删去战斗场景后的纯视觉小说版本。

## 游戏模式

《传颂之物》PS2版本的战斗界面图示。《传颂之物》的战斗采用回合制，在剩余回合数不为0且不触发失败条件的情况下达成目标即可完成战斗，推动剧情前进。战斗之间的故事通过文字冒险模式呈现。

《传颂之物》的游戏模式融合了战略角色扮演（sRPG）与文字冒险游戏（ADV）的元素，战斗穿插在通过文字冒险模式呈现的故事之间。《传颂之物》中的战斗模式是回合制的战棋。角色攻击或被攻击时，如果能在合适的时机按下按键，能增加对敌人造成的伤害或减少敌人对己方造成的伤害。己方角色可以装备强化物品。在战斗开始前可以对己方队员进行部署，在不触发失败条件的情况下达成目标即可完成战斗，推动剧情前进。
《传颂之物》的故事是单线的，仅有单一结局。故事中途的选项不会对最后的结局造成影响。
《传颂之物》的高清重制版本参考续作《虚伪的假面》以及《二人的白皇》对战斗界面进行了3D化。高清重制版本的制作方同时对背景音乐进行了重新编曲。高清重制版的CG也进行了高清化处理。

## 故事簡介
《传颂之物》的故事发生在一个幻想世界的日本列岛区域，故事开篇，这一地区处于群雄割据状态。在这个世界中，人类已经灭亡，世界上只生存着人类创造的生物亚人。亚人与人相似，但长着兽耳和尾巴。故事的开端是一个失去记忆、头戴假面的男子在身受重伤时被亚玛由拉村的少女艾露露所救，并获得了“哈克奥罗”的名字，成为艾露露家的新成员。艾露露的祖母图斯库尔在一次事件中被领主的士兵杀死，之后哈克奥罗带领眾人推翻当地原有的国家，成立了新国家图斯库尔，并带领这一新国家击败该地区的其他势力，并统一了日本列岛地区。但最后哈克奥罗等人涉入了由前欧卡米亚凯的哲学士德伊导演的灾难中。哈克奥罗最后在太古时代人类（伟大之父）生活的地下城市废墟中得知自己是大神解放者寄寓的冰人，在太古时代，他在被人类的暴行激怒之后激活了大神解放者的能力，将贪婪的人类转化成了不死的丑陋怪物“塔塔利”。最后，哈克奥罗体内的大神解放者人格觉醒，在酿成灾难之前，大神解放者被身边的同伴击败。哈克奥罗最后在同伴的注目下被大封印封印。

## 登場人物
本节只对主要角色进行简要介绍，关于本作的重要设定与相对次要角色，请参见传颂之物系列角色列表。
哈克奧羅（Hakuoro，聲優：小山力也）　另譯：白皇
本作主角。头戴白色假面，开篇时身受重伤，被艾露露救下。以艾露露祖母图斯库尔被地方藩主杀死为契机，推翻了亚玛由拉村原本的统治者，建立了新的国家图斯库尔，其后带领众人统一所有部族。真实身份是大神解放者寄寓的“冰人”，在太古时代是一名考古学家，在一次考古中被大神解放者附身，其后成为太古时代人类（伟大之父）的研究对象。在篇末因为失控转化为大神解放者而被封印。
艾露露（Eruruu，聲優：柚木涼香）
本作主角。名字来自一种传说中的花“艾露露”，与图斯库尔的姐姐同名，是命的后代。开篇时救下了身受重伤的哈克奥罗。髮環是村中代代相传的物品，是远古水岛博士赠送给命的Master Key。
阿露露（Aruruu，聲優：澤城美雪）
艾露露的妹妹，名字来自一种传说中的花“阿露露”，同样是命的后代，具有与动物交流的能力。在白虎森林之主被杀死后收养了它的孩子，并取名为“穆克鲁”，并且能骑乘穆克鲁战斗。阿露露在久远小时候是照顾她的姐姐之一。曾经在战争中死亡，但艾露露与大神解放者签订了契约，阿露露因此复活。

## 開發
在《传颂之物》开发之初，AQUAPLUS计划开发一款RPG类的游戏，而担任企划一职的菅宗光希望游戏中能出现兽耳元素。虽然部分AQUAPLUS员工反对在游戏中出现兽耳元素，但因为企划已经敲定，最后没有作修改。
在进行企划时，菅宗光希望游戏在有日本古代风格的同时能融入阿伊努文化的元素。但在《传颂之物》开发时，日本关于阿伊努文化的资料很少，而且价格昂贵。为了搜集相关资料，开发组不得不到图书馆借阅书籍查阅。担任原画的甘露树为了完成游戏中的动物与兽耳的绘制，同样曾在作画过程中借阅恐龙图鉴与动物图鉴学习。

## 电视动画
《传颂之物》曾被改编为漫画与动画。其中《传颂之物》的衍生动画由OLM公司制作，共26集，于2006年4月开播。2018年4月，《传颂之物》的高清重制版本在PSV与PS4平台上发售。高清重制版本存在繁体中文版本。《传颂之物》高清重制版本的豪华版另有赠送特典动画《图斯库尔皇女的华丽日常》，主要讲述该系列续作《虚伪的假面》及《二人的白皇》主角久远幼时的故事。
《传颂之物》的改编电视动画OLM制作，于2006年4月开播，共26集，监督是小林智樹。电视动画的蓝光光碟中收录4集短篇故事。OVA系列共有三卷。

#### 主題曲
片頭曲「夢想歌」
作詞：須谷尚子，作曲：衣笠道雄，編曲：豆田將，演唱：Suara
片尾曲 （第1 - 25話）
作詞：畑亜貴，作曲、編曲：伊藤真澄，演唱：河井英里
片尾曲（第26話）（PS2遊戲片尾曲）
作詞：須谷尚子，作曲：下川直哉，編曲：衣笠道雄，演唱：Suara
插入曲（第4話）
作詞：牛島彌美，作曲、編曲：豆田將，主唱：柚木涼香

#### 集数表
| 話數 | 中文標題       | 日文標題 | 脚本       | 分鏡       | 演出              | 作畫監督            |
| ---- | -------------- | -------- | ---------- | ---------- | ----------------- | ------------------- |
| 1    | 不速之客       |          | 上江洲誠   | 小林智樹   | 渡辺正彦          | 中田正彦            |
| 2    | 發狂的森林之王 |          | 上江洲誠   | 矢野博之   | 深沢幸司          | 松本卓也            |
| 3    | 紫琥珀         |          | 上江洲誠   | 難波日登志 | 樫山聡之          | 山口保則            |
| 4    | 不歸路         |          | 上江洲誠   | 矢野博之   | 鎌倉由實          | 小山知洋            |
| 5    | 森林的女兒     |          | 上江洲誠   |            | 田中基樹          | 田中基樹            |
| 6    | 匯聚的力量     |          | 福嶋幸典   | 宮原秀二   | 徳田夢之介        |                     |
| 7    | 侵略皇都       |          | 福嶋幸典   | 矢野博之   | 渡邊正彦          | 吉野真一            |
| 8    | 調停者         |          |            | 樫山聡之   | 深澤幸司          | 中田正彦            |
| 9    | 禁忌           |          | 難波日登志 | 青柳宏宜   | 小山知洋          |                     |
| 10   | 傭兵           |          | 福嶋幸典   |            | 中村和久          | 中村和久            |
| 11   | 永遠的約定     |          |            | 矢野博之   | 渡邊正彦          | 吉野真一            |
| 12   | 動搖           |          | 上江洲誠   | 矢野博之   | 宮原秀二          | 徳田夢之介          |
| 13   | 血戰           |          | 上江洲誠   |            | 青柳宏宜          | 小山知洋            |
| 14   | 戰禍           |          | 鈴木雅詞   | 矢野博之   | 細田直人 渡辺正彦 | 細田直人 近有希     |
| 15   | 盛宴告終       |          | 鈴木雅詞   | 小林智樹   | 深澤幸司          | 東海林康和          |
| 16   | 戰爭過後       |          | 鈴木雅詞   |            | 宮原秀二          | 徳田夢之介          |
| 17   | 年幼的皇帝     |          | 上江洲誠   | 奥田誠治   | 中村和久          | 中田正彦            |
| 18   | 解放軍         |          |            | 小林智樹   | 渡邊正彦          | 吉本拓二 吉野真一   |
| 19   | 訣別           |          | 奥田誠治   | 青柳宏宜   | 小山知洋          |                     |
| 20   | 首戰           |          | 福嶋幸典   |            | 宮原秀二          | KIM YU-CHEON        |
| 21   | 大封印         |          | 福嶋幸典   | 井硲清高   | 徳田夢之介        |                     |
| 22   | 不祥的契約     |          | 鈴木雅詞   | 奥田誠治   | 木村寛            | 吉本拓二 池島麻智   |
| 23   | 心之所在       |          | 上江洲誠   | 奥田誠治   | 渡邊正彦          | 徳田夢之介          |
| 24   | 註定滅亡者     |          | 上江洲誠   | 志村錠兒   | 志村錠兒          | 小山知洋            |
| 25   | 太古夢蹟       |          | 上江洲誠   | 深澤幸司   | 中村和久          | 東海林康和          |
| 26   | 受讚頌者       |          | 上江洲誠   | 小林智樹   | 小林智樹          | 中田正彦 徳田夢之介 |

电视动画的蓝光碟中另有收录四集短篇故事，集数如下：
| 卷數  | 中文標題         | 日文標題 | 劇本     | 分鏡     | 演出     | 作畫監督 |
| ----- | ---------------- | -------- | -------- | -------- | -------- | -------- |
| 第1話 | ～ 牽絆 ～       |          | 岩佐がく | 中村和久 | 中村和久 | 中村和久 |
| 第2話 | ～ 目擊 ～       |          | 岩佐がく | 中村和久 | 中村和久 | 中村和久 |
| 第3話 | ～ 被毀壞之物 ～ |          | 岩佐がく | 中村和久 | 中村和久 | 中村和久 |
| 第4話 | ～ 禍日神 ～     |          | 岩佐がく | 中村和久 | 中村和久 | 中村和久 |

该作品的OVA共有三卷，集数如下：
| 卷數   | 中文標題       | 日文標題 | 劇本     | 分鏡     | 演出               | 作畫監督           | 發售日         |
| ------ | -------------- | -------- | -------- | -------- | ------------------ | ------------------ | -------------- |
| 第一卷 | 瞭望塔的搖籃曲 |          | 鴻野貴光 | 桂憲一郎 | 桂憲一郎           | 桂憲一郎、野田康行 | 2009年6月24日  |
| 第二卷 | 秘戀的處方箋   |          | 鴻野貴光 | 森山雄治 | 森山雄治、村田尚樹 | 森山雄治、井上哲   | 2009年12月23日 |
| 第三卷 | 深山的刀鞘聲   |          | 鴻野貴光 | 桂憲一郎 | 桂憲一郎           | 宮前真一           | 2010年6月23日  |

## 音乐
《传颂之物》PC版的原声碟于2002年6月5日发售，共收录24首歌曲（包括插入歌和片尾曲）。《传颂之物》PS2版的原声碟于2006年11月22日发售，共收录28首歌曲（包括插入歌、片头曲和片尾曲）。

### 主題曲
PC版
插入歌：
作詞：牛島彌美，作曲、編曲：豆田將，主唱：元田惠美
片尾曲：
作詞：須谷尚子，作曲：松岡純也，編曲：松岡純也、豆田將，主唱：元田惠美
PS2版
片頭曲：
作詞：須谷尚子，作曲、編曲：衣笠道雄，主唱：Suara
插入歌：
作詞：牛島彌美，作曲、編曲：豆田將，主唱：柚木涼香
片尾曲：
作詞：須谷尚子，作曲：下川直哉，編曲：衣笠道雄，主唱：Suara

## 评价
2004年4月下半月，《传颂之物》是日本最畅销的galgame。《传颂之物》的销量在2004年5月上半月在同类游戏中排名第二、5月下半月在同类游戏中排名第27名。《传颂之物》的PS2移植版于2006年发售，发售后4天内游戏卖出了82,000份。根据2007年8月《电击G's magazine》的一项关于“最有趣的galgame”的读者调查，《传颂之物》排第15名，与《你所期望的永遠》并列。

## 外部連結
- PC遊戲官方網站 （页面存档备份，存于）（日語）
- PS2遊戲官方網站 （页面存档备份，存于）（日語）
- PSP遊戲官方網站 （页面存档备份，存于）（日語）
- PS4/PSV遊戲官方網站 （页面存档备份，存于）（日語）
- 動畫官方網站 （页面存档备份，存于）（日語）
- OVA官方网站 （页面存档备份，存于）（日語）